# Спаниш Форт (Алабама)
Спаниш Форт (енгл. Spanish Fort) град је у америчкој савезној држави Алабама. По попису становништва из 2010. у њему је живело 6.798 становника.

## Демографија
Према попису становништва из 2010. у граду је живело 6.798 становника, што је 1.375 (25,4%) становника више него 2000. године.
| Група             | 2000.         | 2010.         |
| Белци             | 5.040 (92,9%) | 6.085 (89,5%) |
| Афроамериканци    | 237 (4,4%)    | 324 (4,8%)    |
| Азијати           | 40 (0,7%)     | 96 (1,4%)     |
| Хиспаноамериканци | 51 (0,9%)     | 161 (2,4%)    |
| Укупно            | 5.423         | 6.798         |